# جون عشاش
جون عشاش (بالفرنسية: Jean Achache) مخرج أفلام، منتج سينما، كاتب سيناريو وكاتب فرنسي.

## روابط خارجية
- جون عشاش على موقع IMDb (الإنجليزية)
- جون عشاش على موقع ألو سيني (الفرنسية)
- جون عشاش على موقع ميوزك برينز (الإنجليزية)
- جون عشاش على موقع أول موفي (الإنجليزية)
- جون عشاش على موقع قاعدة بيانات الفيلم (الإنجليزية)
- جون عشاش على موقع كينوبويسك (الروسية)